# Vecchio Gufo
Mupitsukupʉ o Mopechucope (Old Owl, in italiano Vecchio Gufo; Altopiano di Edwards, 1780 circa – 1849) è stato un condottiero nativo americano, famoso capo civile (già capo militare) Penateka Comanche.

## Gioventù e ascesa
Più giovane di Mukwoorʉ o Mukewarrah (Spirit Talker, in italiano Uomo Dialogante-con-lo-Spirito) e all’incirca coetaneo di Pahayuca o Pahayoka (Amorous Man, in italiano Uomo Dedito-all’Amore), pur avendo avuto certamente una gioventù trascorsa come guerriero e guidato spedizioni belliche fino al decennio 1830, la sua fama fu oscurata da quella dei due maggiori capi guerrieri Penateka nel decennio 1810-1820, Paruaquita e Gonique, e poi da quella dei più giovani, ed emergenti tra il decennio 1820 e il decennio 1830, Potsʉnakwahipʉ (Buffalo Hump, in italiano Gobba-di-Bisonte), Isaviah (Yellow Wolf, in italiano Lupo Giallo) e Santa Anna, e, pur essendo stato un importante capo di guerra, succedendo poi a Mukewarrah dopo l’uccisione di costui nel marzo 1840, come capo principale dei Penateka, la sua autorevolezza fu messa in ombra da quella acquisita nei decenni 1830 e 1840 da Potsʉnakwahipʉ e, sebbene in minor misura, dagli altri due capi di guerra all’incirca coetanei e contemporaneamente emergenti: il cugino di costui Isa-viah e Santa Anna.

## Tradimento alla Council House di San Antonio
Subentrato a Mukewarrah dopo la morte del capo principale a San Antonio, in occasione del massacro alla Council House, Mupitsukupʉ, ormai capo civile, si unì ai capi guerrieri Potsʉnakwahipʉ, Isaviah e Santa Anna, nell’impresa poi nota come Great Raid nell’estate 1840, organizzato da Potsʉnakwahipʉ, coinvolgendo i maggiori capi Comanche dell’epoca, come vendetta per il tradimento subito alla Council House.  Soddisfatta l’esigenza di vendetta per il proprio popolo, però, Mupitsukupʉ dimostrò il proprio realismo politico impegnandosi al fine di costruire una prospettiva di convivenza coi bianchi fin dal 1842, giungendo a sottoscrivere, nell’ottobre 1844 a Tehuacana Creek, insieme a Potsʉnakwahipʉ e altri, ma non Pahayuca, che aveva partecipato al concilio, né  Isa-viah "Yellow Wolf" e Santa Anna, che non si erano presentati, un trattato che prevedeva la liberazione dei prigionieri bianchi e la cessazione delle spedizioni contro gli insediamenti bianchi  in cambio della cessazione delle spedizioni militari texane contro la Comancheria e del riconoscimento da parte del Texas di un confine; nonostante la soppressione, in sede di ratifica, della disposizione circa il confine, Mupitsukupʉ insistette nella linea accomodante dopo il 1845, quando, reinsediatosi Sam Houston alla Presidenza, comparve sulla scena Comanche il magg. Robert S. Neighbors, Agente indiano per la Repubblica texana capace di conquistare la benevolenza e la fiducia del capo consentendo la riapertura di un canale diplomatico.

## La comparsa di Robert Neighbors
Nel 1845, mentre Neighbors si trovava in visita in un accampamento Tonkawa, Mupitsukupʉ vi giunse con una quarantina di guerrieri: il capo Comanche ordinò ai Tonkawa di occuparsi dei cavalli e fornire cibo e donne ai suoi uomini; il neo-nominato Neighbors, approfittò per presentarsi al capo Comanche e abilmente lo assecondò, riducendosi letteralmente in mutande per donare a Mupitsukupʉ la giacca blu che il capo aveva espressamente apprezzato e ad altri guerrieri il resto del vestiario. Neighbors fu quindi invitato a unirsi ai Comanche per una scorreria nel Messico ed ebbe la prontezza di accettare, sia pur tentando, oltre confine, di acquistare bestie per i Comanche piuttosto che collaborare nelle razzie (in un rancho, quando i vaqueros rifiutarono di vendere due manzi al Texano, pensò Mupitsukupʉ ad avvisare che, persistendo i Messicani nel rifiuto, i Comanche avrebbero semplicemente distrutto il rancho e ammazzato ogni Messicano o bestia presente). Con tale comportamento, Neighbors (primo e unico pubblico ufficiale texano a partecipare a una spedizione guerriera Comanche) conquistò il rispetto e l’amicizia di Mupitsukupʉ e l’accesso alla nazione Comanche.

## Il trattato Meusebach-Comanche
La mediazione di Neighbors fu preziosa nel 1847 per il gruppo di coloni tedeschi della organizzazione Adelsverein guidato da Johann O. von Meusebach, che, avendo ottenuto dal Governo USA una concessione, progettavano di stabilirsi presso il Rio San Saba, in territorio Comanche: l’agente indiano, allora dipendente dal nuovo Governo, convinse Mupitsukupʉ a incontrare i tedeschi per stipulare con loro un accordo, e il capo supremo dei Penateka si presentò affiancato da Potsʉnakwahipʉ e Santa Anna, apponendo il proprio segno, seguito da quelli dei due capi guerrieri, in calce a quello che fu chiamato Meusebach-Comanche Treaty. Il geologo Dr. Ferdinand von Roemer, testimone all’incontro, precisando che i tre capi mostravano un atteggiamento estremamente dignitoso e serio, descrisse Mupitsukupʉ come:
"Il capo politico, ... un uomo piccolo e vecchio che, nella sua sporca giacca di cotone [n.d.r.: forse sempre quella donatagli da Neighbors] sembrava comune e che soltanto la sua faccia astuta da diplomatico contraddistingueva." 

## Morte
Nel 1848-1849 epidemie di vaiolo e colera fecero strage tra i Comanche, riducendone il numero da circa 20 000 a circa 12 000: tra gli altri morirono, nel 1849, Mupitsukupʉ e il capo di guerra Santa Anna, e, probabilmente anche Huupi-pahati (Tall Tree, in italiano Grande Albero), il capo principale dei Nokoni Comanche.